# アナザーストーリーズ 運命の分岐点
『アナザーストーリーズ 運命の分岐点』（アナザーストーリーズ うんめいのぶんきてん）は、NHKのドキュメンタリー番組。2015年4月1日にレギュラー放送を開始した。

## 概要
世界の歴史を揺るがした、様々な大きな出来事にスポットを当てる。
その出来事が起きた時代に、それにかかわった人らは何を考えていたのかを、貴重な映像や写真などの文献、関係者へのインタビューを使いながら、その出来事に隠されたもう一つの物語「アナザーストーリー」を、3つの視点から浮き彫りにする「マルチアングル・ドキュメンタリー」である。
番組開始当初はBSプレミアムにて火曜日21:00 - 22:00に放送（再放送は、次週月曜日23:45 - 翌日0:45）。
内容は、当初は国内外の様々な事件が中心であったが、スポーツの出来事や著名人の生涯、ヒット作品（フィクション・ノンフィクション不問）の製作秘話等、回を追うごとに様々なジャンルを取り扱うようになった。
放送開始後（2015年以降）に起きた出来事についても取り扱うことがある。
放送開始から半年後の2015年9月に一旦終了したが、単発版の新作を2本放送後、2016年から2021年までSeason2が放送された。
ナビゲーターは初代が真木よう子、2016年10月12日より沢尻エリカ、2018年11月6日から現行の松嶋菜々子が担当。当初の放送は水曜日であったが、2017年4月4日より火曜日に変更になった。
基本的には月3本のペースで放送されており、合間は傑作選として過去の作品が再放送されているが、沢尻のスキャンダル以降は彼女の出演回の再放送・配信は自粛されている。
ただし、過去に沢尻がMCを担当したものを後年改めて再編集して放送した作品（2021年以後数例）については、沢尻が担当したMCパートの箇所を松嶋が担当した新撮に差し替えている。
2021年2月2日には特別編として「ツーショット 最高のふたり」が放送された。
2021年度上半期は、新作の放送は休止し、BSプレミアム・BS4K同時放送で木曜日8時から、また地上波の総合テレビでも土曜日の深夜枠で随時（年間20本程度）、過去放送分のアンコール放送をし、下半期の9月28日より火曜日21時からの新作放送をBSプレミアム・4Kの同時生放送で再開した。
2022年度の番組改編で、本番組はBSプレミアムから地上波の総合テレビに放送チャンネルを移し、金曜日22:00 - 22:45（再放送＝次週火曜日のミッドナイトチャンネル・23:50 - 翌日0:35）の45分番組に短縮しての放送となった。2022年度は祝日編成でない限りは、新作2-3本・過去作の再編集やアンコール1-2本ペースでほぼ毎週放送されていたが、2023年度は、概ね毎月最終週に『ファミリーヒストリー』を放送するようになり、それがある週は休止となる（但し祝日編成などの関係により、「ファミリーヒストリー」が別日に放送され、最終金曜日に別の特番が組まれるか、通常通り当番組が組まれることもまれにある）
当面は新作に加え、2021年度の地デジ総合テレビでのアンコール放送と同じように、過去にBSプレミアムで放送された内容を45分に再構成して随時放送する予定（BSプレミアム初回生放送時に真木、または沢尻が担当したMCパートの個所も松嶋の担当で新たに撮り下ろしたものが放送されている。詳細は後述の脚注参照）で、この総合テレビ進出後は解説放送（副音声による場面説明）が放送されている。
2023年3月をもって総合テレビでの新作の放送は終了し、4月からNHK BS（旧NHK BS1）に復帰し、月曜18:45-19:30に生放送する予定である

## 出演者
- 3代目ナビゲーター - 松嶋菜々子（2018年11月6日 - ）[3][注 1]
- ナレーター - 濱田岳（2015年4月1日 - ）[注 2]

過去の出演者
- 初代ナビゲーター - 真木よう子（2015年4月1日 - 2016年10月5日）[5]
- 2代目ナビゲーター - 沢尻エリカ（2016年10月12日 - 2018年10月30日）

## 放送内容
- 放送日は本放送時のものを記述。「選 -」を含むアンコール放送分は除く。

| 回 | 初回放送日    | 副題                                    |
| -- | ------------- | --------------------------------------- |
| 0  | 2015年3月19日 | チャレンジャー号爆発事故 夢をつぐ者たち |

| 回 | 初回放送日    | 副題                                                      |
| -- | ------------- | --------------------------------------------------------- |
| 1  | 2015年4月1日  | ダイアナ妃事故死“最後の恋”の駆け引き                      |
| 2  | 2015年4月8日  | ベルリンの壁崩壊 激動を生き抜いた者たち                   |
| 3  | 2015年4月22日 | マイケル・ジャクソン降臨 スーパースターはこうして生まれた |
| 4  | 2015年5月6日  | コロンバイン高校銃乱射事件 モンスターの正体               |
| 5  | 2015年5月13日 | アイルトン・セナ事故死 不屈のレーサー 最期の真実          |
| 6  | 2015年6月3日  | “燃えよドラゴン”誕生 ブルース・リー 最後の闘い            |
| 7  | 2015年6月10日 | ザ・ビートルズ旋風 初来日 熱狂の103時間                   |
| 8  | 2015年6月24日 | リーマンショック“欲望”が招いた破綻                        |
| 9  | 2015年7月1日  | 暴かれた大統領のスキャンダル クリントンと女たちの思惑     |
| 10 | 2015年7月8日  | あさま山荘事件 立てこもり10日間の真相                     |
| 11 | 2015年7月15日 | “あの事件”の舞台裏スペシャル                              |
| 12 | 2015年7月29日 | チェルノブイリ原発事故 隠された“真実”                     |
| 13 | 2015年8月5日  | 宿命のトリプルアクセル それぞれの選択                     |
| 14 | 2015年8月12日 | 日航機墜落事故 命の重さと向き合った人々                   |
| 15 | 2015年9月2日  | タイタニック号沈没 生死を分けた脱出劇                     |
| 16 | 2015年9月9日  | 山口百恵引退 覚悟のラストソング                           |
| 17 | 2015年9月16日 | 誰もが驚いた!あの事件の真相スペシャル                     |

| 回 | 初回放送日    | 副題                                |
| -- | ------------- | ----------------------------------- |
| SP | 2016年2月17日 | これがリアル“あさ”だ!女傑 広岡浅子  |
| SP | 2016年3月26日 | マリリン・モンロー たった一人の反逆 |

| 回  | 初回放送日     | 副題                                                              |
| --- | -------------- | ----------------------------------------------------------------- |
| 18  | 2016年4月6日   | 大韓航空機爆破事件 ナゾの北朝鮮工作員・キム・ヒョンヒ             |
| 19  | 2016年4月13日  | 華麗なるご成婚パレード 世紀の生中継・舞台裏の熱戦                 |
| 20  | 2016年4月20日  | 映画“エマニエル夫人” 官能か?ワイセツか?                           |
| 21  | 2016年5月4日   | MANZAI 1980 笑いの革命児たち                                      |
| 22  | 2016年5月11日  | ケネディ大統領暗殺 シークレットサービスの後悔                     |
| 23  | 2016年5月18日  | 映画“仁義なき戦い”情熱が革命を生んだ                              |
| 24  | 2016年6月1日   | よど号ハイジャック事件 明かされなかった真実                       |
| 25  | 2016年6月8日   | パンダが来た!〜日本初公開 知られざる大作戦〜                      |
| 26  | 2016年6月22日  | 女王 美空ひばり 魂のラストステージ                                |
| 27  | 2016年7月6日   | ウルトラセブン伝説 傷だらけのヒーロー                             |
| 28  | 2016年7月13日  | 東大安田講堂事件〜学生たち 47年目の告白〜                         |
| 29  | 2016年7月20日  | 国立西洋美術館とル・コルビュジエ 世界遺産はこうして誕生した       |
| 30  | 2016年7月27日  | 東京五輪1964〜競技場が間に合わない!?〜                            |
| 31  | 2016年8月3日   | 映画“男はつらいよ”〜寅さん誕生 知られざるドラマ〜                 |
| 32  | 2016年8月17日  | 大事件に隠された真実“スクープ”SP                                  |
| 33  | 2016年8月24日  | フェルメール盗難事件 史上最大の奪還作戦                           |
| 34  | 2016年9月7日   | ハドソン川の奇跡 ニューヨーク不時着 世紀の生還劇                  |
| 35  | 2016年9月14日  | アメリカ同時多発テロ〜ホワイトハウス知られざる戦いSP〜            |
| 36  | 2016年9月21日  | そして女たちは伝説になったSP                                      |
| 37  | 2016年10月5日  | タイガーマスク伝説〜覆面に秘めた葛藤〜                            |
| 38  | 2016年10月12日 | 知られざるスティーブ・ジョブズ〜伝説のスピーチの真実〜            |
| 39  | 2016年10月19日 | 山一破たん たった1つの記事から始まった                            |
| 40  | 2016年11月2日  | アポロ13号の奇跡 緊迫の87時間                                     |
| 41  | 2016年11月9日  | 1980's CM黄金時代 3人の天才がいた                                 |
| 42  | 2016年11月16日 | ロマンポルノという闘い 日活・どん底からの挑戦                     |
| 43  | 2016年12月7日  | そして田中角栄は首相になった〜44年目の証言〜                      |
| 44  | 2016年12月14日 | 衝撃の超能力ブーム?〜スプーン1本、人生が変わった〜                |
| 45  | 2016年12月21日 | “冬のソナタ”が起こした奇跡 韓流ブームの発火点                     |
| 46  | 2017年1月11日  | 天才たち 誕生の裏側SP                                             |
| 47  | 2017年1月18日  | 事件の裏の名もなきヒーローたちSP                                  |
| 48  | 2017年2月8日   | “オネエ”たちは闘った 〜知られざる勇気の系譜〜                     |
| 49  | 2017年2月15日  | 誕生!日本国憲法〜焼け跡に秘められた3つのドラマ〜                  |
| 50  | 2017年3月1日   | 北朝鮮 拉致を暴いた人たち〜終わらない闘い〜                       |
| 51  | 2017年3月22日  | 怪物 オグリキャップ〜涙のラストラン〜                             |
| 52  | 2017年4月4日   | 野茂ノーヒットノーラン〜NOMOが伝説になった日〜                    |
| 53  | 2017年4月11日  | 山口組対一和会〜史上最大の抗争〜                                  |
| 54  | 2017年4月18日  | 女子プロ熱狂の頂点 クラッシュギャルズを求めた少女たち             |
| 55  | 2017年5月9日   | 天才ハッカーが世界をつなげた フェイスブック革命                   |
| 56  | 2017年5月16日  | 日本人が愛したカーペンターズ〜天才兄妹秘められた物語〜            |
| 57  | 2017年5月23日  | ハリー・ポッター 魔法のような誕生劇                               |
| 58  | 2017年6月6日   | 兵馬俑は見ていた！〜巨大遺跡に翻弄された人々〜                    |
| 59  | 2017年6月13日  | 落語を救った男たち 天才現る！古今亭志ん朝の衝撃                   |
| 60  | 2017年6月20日  | ベン・ジョンソン 幻の金メダル〜ドーピング30年目の闇〜             |
| 61  | 2017年7月4日   | セウォル号沈没事故〜生死を分けた101分〜                           |
| 62  | 2017年7月11日  | 沖縄返還〜祖国復帰 運命の1日〜                                    |
| 63  | 2017年7月18日  | オイルショック！ 列島が翻弄された71日                             |
| 64  | 2017年8月1日   | フセイン拘束〜捕らえられた独裁者の真実〜                          |
| 65  | 2017年8月8日   | オバマ大統領広島の地へ〜歴史的訪問の舞台裏〜                      |
| 66  | 2017年8月15日  | 夢を実現した奇跡の瞬間SP                                          |
| 67  | 2017年9月5日   | 激写！スクープ戦争〜写真週刊誌・タブーに挑んだ人々〜              |
| 68  | 2017年9月12日  | 崖っぷちから奇跡の大逆転SP                                        |
| 69  | 2017年9月19日  | マイク・タイソン 敗北〜世紀の転落 27年目の真相〜                  |
| 70  | 2017年10月3日  | 羽生善治 史上初の七冠制覇〜ヒーローに翻弄された男たち〜           |
| 71  | 2017年10月10日 | 発見！ナチス略奪絵画 執念のスクープの舞台裏                       |
| 72  | 2017年10月17日 | 引退 〜長嶋茂雄のラストシーズン〜                                 |
| 73  | 2017年11月7日  | 手塚治虫 ブラック・ジャックからの伝言                             |
| 74  | 2017年11月14日 | オードリーとローマの休日〜秘めた野心 貫いた思い〜                 |
| 75  | 2017年11月28日 | ゾンビ誕生の衝撃〜なぜ世界は恐怖したのか？〜                      |
| 76  | 2017年12月5日  | 浅田真央 伝説のソチ五輪〜生涯最高得点の真実〜                     |
| 77  | 2017年12月12日 | 天皇いのちの旅（1）平和への祈り                                   |
| 78  | 2017年12月19日 | 天皇いのちの旅（2）象徴への模索                                   |
| 79  | 2017年12月26日 | 紅白歌合戦 知られざる舞台裏                                       |
| 80  | 2018年1月16日  | 大事件に翻弄された人々SP                                          |
| 81  | 2018年1月23日  | 007 ジェームズ・ボンド誕生の真実                                  |
| 82  | 2018年2月27日  | 世界を絶望に陥れた大事件SP                                        |
| 83  | 2018年3月6日   | 外国人から見た3.11〜あの時、世界はどう動いたか？〜                |
| 84  | 2018年3月13日  | 連続企業爆破事件〜見えない敵との闘い〜                            |
| 85  | 2018年3月27日  | 広島カープの奇跡〜弱小球団30年目の革命〜                          |
| 86  | 2018年4月3日   | エリザベス女王 逆転の決断〜イギリス王室 危機からの復活〜          |
| 87  | 2018年4月10日  | シャルリ・エブド襲撃事件〜パリの悲劇 3年目の真実〜                |
| 88  | 2018年5月1日   | 革命家チェ・ゲバラが見た夢〜死後51年 側近が明かす〜               |
| 89  | 2018年5月8日   | ベトナム戦争 写真の中の少女〜政府の嘘を暴いたジャーナリストたち〜 |
| 90  | 2018年5月15日  | スヌーピー最後のメッセージ〜連載50年 作者の秘めた想い〜           |
| 91  | 2018年5月22日  | “M資金”の伝説〜旧日本軍の財宝を語る者たち〜                       |
| 92  | 2018年6月5日   | ガガーリン未知の宇宙へ〜生還確立50% 隠された舞台裏〜              |
| 93  | 2018年6月12日  | その時、市民は軍と闘った〜韓国の夜明け 光州事件〜                 |
| 94  | 2018年6月26日  | iPS細胞誕生 水面下の闘い 山中伸弥 ノーベル賞秘話                  |
| 95  | 2018年7月3日   | We Are The World 〜奇跡の一夜 10時間の真実〜                      |
| 96  | 2018年7月17日  | 日本が揺れた！消費税導入の舞台裏                                  |
| 97  | 2018年7月31日  | 桑田と清原 KK伝説〜甲子園が熱狂した夏〜                           |
| 98  | 2018年8月14日  | 小野田少尉 帰還〜戦後29年 ジャングルの中で〜                      |
| 99  | 2018年8月21日  | CD開発 “不良社員”たちが起こしたデジタル革命                       |
| 100 | 2018年9月4日   | ゴッホのひまわりを落札せよ〜バブルの遺産 31年目の真実〜           |
| 101 | 2018年9月11日  | 史上最大ダイヤ襲撃事件〜ロンドン警視庁VS謎のギャング〜            |
| 102 | 2018年9月25日  | 小室哲哉という“革命”〜メガヒット連発 その光と影〜                 |
| 103 | 2018年11月6日  | ロサンゼルス暴動その時・・・〜炎上する街に響いた奇跡のスピーチ〜  |
| 104 | 2018年11月13日 | パク・クネ 弾劾の舞台裏〜その時 韓国は沸騰した〜                  |
| 105 | 2018年11月20日 | 『北斗の拳』誕生〜舞台裏のもう一つの“格闘”〜                      |
| 106 | 2018年11月27日 | ホワイトハウスの陰謀〜ウォーターゲート事件 46年目の真実〜         |
| 107 | 2018年12月4日  | 衣笠祥雄ラストインタビュー〜鉄人 最後のメッセージ〜               |
| 108 | 2018年12月11日 | ゆとり教育の光と影〜戦後最大の教育改革の真実〜                    |
| 109 | 2018年12月18日 | Vシネマの男たち〜逆境を乗りこえる熱があった〜                     |
| 110 | 2019年1月29日  | 羽生結弦 オリンピック連覇〜メダリストたちが語る最強伝説〜         |
| 111 | 2019年2月5日   | ＃MeToo 世界に響いた叫び〜セクハラ告発 連鎖の行方〜               |
| 112 | 2019年2月26日  | 犬神家の一族〜エンターテインメントの革命児たち〜                  |
| 113 | 2019年3月5日   | “平成“誕生〜新元号決定までの攻防戦〜                              |
| 114 | 2019年3月19日  | 決断 史上初の強行突入〜全日空857便ハイジャック事件〜              |
| 115 | 2019年3月26日  | ブッチャーがやってきた！〜世紀の悪役、愛と哀しみのドラマ〜        |
| 116 | 2019年4月9日   | ノストラダムスの大予言〜人類滅亡の狂騒曲〜                        |
| 117 | 2019年5月14日  | モスクワ五輪ボイコット〜幻の日本代表 涙の密室劇〜                 |
| 118 | 2019年5月21日  | “カメラを止めるな!“〜低予算×無名が生んだ奇跡〜                    |
| 119 | 2019年5月28日  | 世紀の番狂わせ〜そして彼らはヒーローになった〜                    |
| 120 | 2019年6月4日   | 大統領候補が消えた!〜金大中拉致 “スパイ“たちの攻防戦〜            |
| 121 | 2019年6月18日  | “太陽にほえろ!“誕生〜熱きドラマ、若者たちは走った〜               |
| 122 | 2019年6月25日  | エイズの衝撃〜スターの告白が世界を変えた〜                        |
| 123 | 2019年7月2日   | ロッキー誕生〜負け犬たちの逆転劇〜                                |
| 124 | 2019年7月23日  | アポロ11号 月面着陸〜偉業に隠された50年目の真実〜                 |
| 125 | 2019年8月6日   | 香港パワー！ジャッキー旋風 世界を駆け巡る                         |
| 126 | 2019年8月13日  | 朝ドラ“おしん”誕生 〜人生をかけた、女たち〜                       |
| 127 | 2019年8月20日  | そして、“ルパン三世”が生まれた〜命を吹き込んだ男たち〜            |
| 128 | 2019年9月3日   | ジュリアナ東京 最後の日 〜バブル狂騒 夢の跡〜                     |
| 129 | 2019年9月17日  | 熱気が生んだ真夜中の解放区〜オールナイトニッポン伝説〜            |
| 130 | 2019年9月24日  | “ダンシング・クイーン”〜ABBAと王妃の知られざる物語〜              |
| 131 | 2019年10月8日  | 三島由紀夫 最後の叫び                                             |
| 132 | 2019年10月15日 | マンデラと“ゆるし”〜アパルトヘイトとの闘い〜                      |
| 133 | 2019年10月29日 | 一億円がやってきた〜ふるさと創生事業が残したもの〜                |
| 134 | 2019年11月19日 | 天才激突! 黒澤明VS勝新太郎                                        |
| 135 | 2019年11月26日 | 巨大遺跡“引越し”大作戦〜エジプト アブ・シンベル神殿〜             |
| 136 | 2019年12月3日  | 東海村臨界事故 終わらない闘い                                     |
| 137 | 2019年12月17日 | 平成回顧スペシャル                                                |
| 138 | 2020年1月7日   | 吉田沙保里が負けた日〜最強伝説の真実〜                            |
| 139 | 2020年1月21日  | その時、沖縄は沸騰した〜日米地位協定の波紋〜                      |
| 140 | 2020年2月4日   | “上を向いて歩こう” 全米NO1の衝撃                                  |
| 141 | 2020年2月11日  | プロ野球ストライキ 逆転劇の舞台裏                                 |
| 142 | 2020年2月18日  | 時代に翻弄された歌 イムジン河                                     |
| 143 | 2020年3月3日   | ペルー 大使公邸人質事件 強行突入！その裏で                        |
| 144 | 2020年3月17日  | 太宰治心中〜死に焦がれた作家の生き方〜                            |
| 145 | 2020年3月24日  | 新日鉄釜石ラグビー7連覇 東北で起きた2つの奇跡                     |
| 146 | 2020年3月31日  | 松井秀喜ワールドシリーズMVP 伝説を生んだ4ゲーム                   |
| 147 | 2020年4月7日   | ロックが壊したベルリンの壁                                        |
| 148 | 2020年5月12日  | “2001年宇宙の旅” 未来への扉は開かれた!                            |
| 149 | 2020年5月26日  | 世界遺産スペシャル                                                |
| 150 | 2020年6月2日   | 宇宙への挑戦!                                                     |
| 151 | 2020年6月23日  | 豊田商事事件〜時代が生んだ悲劇〜                                  |
| 152 | 2020年6月30日  | 多摩川水害と“岸辺のアルバム”                                      |
| 153 | 2020年7月14日  | エリザベス女王 希望のスピーチ                                     |
| 154 | 2020年8月4日   | わたしはやっていない 村木厚子 無罪までの454日                     |
| 155 | 2020年8月18日  | タイガーマスク伝説〜愛と夢を届けるヒーローの真実〜                |
| 156 | 2020年9月1日   | “復活の日”の衝撃〜コロナ“予言の書”〜                              |
| 157 | 2020年9月15日  | 偽りの“神の手” 旧石器発掘ねつ造事件                               |
| 158 | 2020年10月6日  | “用件を聞こうか”〜ゴルゴ13 最大の危機〜                           |
| 159 | 2020年10月20日 | ザ・ドリフターズの秘密 〜バンドマンが笑いを生んだ〜               |
| 160 | 2020年10月27日 | よみがえれ 沖縄の魂 〜首里城復元〜                                |
| 161 | 2020年11月3日  | 名人がAIに負けた日 〜人間VS将棋ソフト〜                           |
| 162 | 2020年11月10日 | 初の南北首脳会談 〜知られざる舞台裏〜                             |
| 163 | 2020年12月1日  | めぐみさん拉致事件 横田家の闘い                                   |
| 164 | 2020年12月8日  | はやぶさ 奇跡の帰還 〜受け継がれた夢と志〜                        |
| 165 | 2020年12月15日 | 香港返還 すべてはあの日から始まった                               |
| 166 | 2020年12月22日 | 阿部定事件 〜昭和を生きた妖婦の素顔〜                             |
| 167 | 2021年1月5日   | 世界が絶賛!和食 〜無形文化遺産登録〜                              |
| 168 | 2021年1月12日  | 夢の海外旅行が実現した日                                          |
| 169 | 2021年1月19日  | 突然あらわれ突然去った人〜向田邦子の真実〜                        |
| 170 | 2021年1月26日  | フタバスズキリュウと「のび太の恐竜」〜つながれた“夢”〜            |
| 171 | 2021年2月16日  | 越境する紅テント〜唐十郎の大冒険〜                                |
| 172 | 2021年2月23日  | 首都騒然!東京マラソン誕生〜人々の心がつながった日〜               |
| 173 | 2021年3月9日   | マラドーナが“神”になった日                                        |
| 174 | 2021年3月23日  | 女たちの革命〜男女雇用機会均等法とトレンディドラマ〜              |

| 回  | 初回放送日     | 副題                                                         |
| --- | -------------- | ------------------------------------------------------------ |
| 175 | 2021年9月28日  | 口裂け女伝説 うわさの“真相”                                  |
| 176 | 2021年10月5日  | “飛鳥美人”発見！ それはパンドラの箱だったのか？              |
| 177 | 2021年10月12日 | 愛の不時着〜国境を越えた大ヒットの秘密〜                     |
| 178 | 2021年10月26日 | イトマン事件 30年目の告白                                    |
| 179 | 2021年11月2日  | おかえり、ゲルニカ 〜祖国“帰還”までの16131日〜               |
| 180 | 2021年11月9日  | 国境なき医師団は“声を上げる”〜人道支援という闘い〜           |
| 181 | 2021年11月23日 | 金閣寺炎上〜若き僧はなぜ火をつけたのか〜                     |
| 182 | 2021年11月30日 | “ダメトラ”が起こした奇跡！〜阪神タイガース 21年ぶりの優勝〜  |
| 183 | 2021年12月7日  | そのとき歌舞伎は世界を席巻した 〜十八代目 中村勘三郎の挑戦〜 |
| 184 | 2021年12月21日 | 地下鉄サリン事件 27年目の“真実”                              |
| 185 | 2022年1月4日   | ラスベガスVSMITの天才 〜全米を騒然とさせた頭脳戦!〜          |
| 186 | 2022年1月25日  | あしたのジョー 時代と生きたヒーロー                          |
| 187 | 2022年2月1日   | 『ノルウェイの森』 “世界のハルキ”はこうして生まれた          |
| 188 | 2022年2月8日   | 立花隆vs.田中角栄                                            |
| 189 | 2022年2月22日  | 愛を生き切った人～瀬戸内寂聴の99年～                         |
| 190 | 2022年3月1日   | 俺たちが音楽の流れを変える!〜フォーライフ 4人の冒険〜        |
| 191 | 2022年3月8日   | ジョン・レノン そして“イマジン”は名曲になった                |
| 192 | 2022年3月15日  | 「この世界の片隅に」〜戦後世代が描く“戦争”〜                 |
| 193 | 2022年3月22日  | 追跡 デジタル性犯罪の闇 ～韓国 N番部屋事件～                 |
| 194 | 2022年3月29日  | 大島渚 “最前線”の戦い                                        |

| 回  | 初回放送日     | 副題                                                    |
| --- | -------------- | ------------------------------------------------------- |
| 195 | 2022年4月8日   | 三島由紀夫最後の叫び～                                  |
| 196 | 2022年4月22日  | 笑いの革命者たち～よしもとNSCの挑戦～                   |
| 197 | 2022年5月1日   | ”平成”誕生〜新元号決定までの攻防戦〜                    |
| 198 | 2022年5月13日  | 沖縄返還〜祖国復帰 運命の1日〜                          |
| 199 | 2022年5月20日  | ゴーン逃亡 カリスマ経営者の光と影                       |
| 200 | 2022年6月3日   | おかえり、ゲルニカ 〜祖国“帰還”までの16131日〜          |
| 201 | 2022年6月10日  | 天才激突! 黒澤明VS勝新太郎                              |
| 202 | 2022年6月17日  | 戦後最大のヒーロー 力道山 知られざる真実                |
| 203 | 2022年7月1日   | 発見！ナチス略奪絵画 執念のスクープの舞台裏             |
| 204 | 2022年7月15日  | 「ベルサイユのばら」〜オスカルになりたかった私たち〜    |
| 205 | 2022年7月22日  | 沖縄が熱く燃えた夏〜甲子園に託した夢〜                  |
| 206 | 2022年9月2日   | 女王 美空ひばり 魂のラストステージ                      |
| 207 | 2022年9月9日   | 東大安田講堂事件 あのとき学生は何と闘ったのか           |
| 208 | 2022年9月16日  | めぐみさん拉致事件 横田家の闘い                         |
| 209 | 2022年10月7日  | 『北斗の拳』誕生〜舞台裏のもう一つの“格闘”〜            |
| 210 | 2022年10月14日 | 岡本太郎、現代を撃つ〜“双子の傑作”に秘めた企み〜        |
| 211 | 2022年10月21日 | 昭和が終わった日                                        |
| 212 | 2022年11月4日  | 熱気が生んだ真夜中の解放区〜オールナイトニッポン伝説〜  |
| 213 | 2022年11月11日 | 松田優作『ブラックレイン』に刻んだ命                    |
| 214 | 2022年11月18日 | ミグ25亡命事件の衝撃〜米ソ冷戦 知られざる攻防〜         |
| 215 | 2022年12月2日  | 豊田商事事件〜時代が生んだ悲劇〜                        |
| 216 | 2022年12月9日  | “上を向いて歩こう” 全米NO1の衝撃                        |
| 217 | 2022年12月16日 | 小澤征爾 悲願のタクト～北京に流れたブラームス～         |
| 218 | 2023年1月6日   | ザ・ビートルズ旋風 初来日 熱狂の103時間                 |
| 219 | 2023年1月20日  | ハリウッドは闘う～アカデミー賞とダイバーシティ～        |
| 220 | 2023年1月27日  | “オネエ”たちは闘った 〜知られざる勇気の系譜〜           |
| 221 | 2023年2月3日   | 国境なき医師団は“声を上げる”〜人道支援という闘い〜      |
| 222 | 2023年2月10日  | 時代に翻弄された歌 イムジン河                           |
| 223 | 2023年2月17日  | ラスベガスVSMITの天才 〜全米を騒然とさせた頭脳戦!〜     |
| 224 | 2023年2月24日  | スヌーピー最後のメッセージ〜連載50年 作者の秘めた想い〜 |
| 225 | 2023年3月3日   | 慎太郎と裕次郎〜兄弟の知られざる“秘密” 〜               |
| 226 | 2023年3月10日  | 東日本大震災 踏みとどまった外国人たち                   |
| 227 | 2023年3月17日  | ミニスカートがやってきた!〜ツイッギー旋風とその時代〜   |
| 228 | 2023年4月7日   | クイーン 21分間の奇跡 〜ライブエイドの真実〜            |
| 229 | 2023年4月14日  | 高倉健と『幸福の黄色いハンカチ』                        |
| 230 | 2023年4月21日  | 愛を生き切った人～瀬戸内寂聴の99年～                    |
| 231 | 2023年5月19日  | オバマ大統領広島の地へ〜歴史的訪問の舞台裏〜            |
| 232 | 2023年5月26日  | 阿部定事件 〜昭和を生きた妖婦の素顔〜                   |
| 233 | 2023年6月16日  | グッチ暗殺事件～華麗なる一族の崩壊～                    |
| 234 | 2023年7月7日   | アントニオ猪木vs.モハメド・アリ “世紀の一戦”の真実      |
| 235 | 2023年7月14日  | YMO 時代を超えた革命児たち                              |
| 236 | 2023年7月21日  | リクルート事件 35年目の真相                             |
| 237 | 2023年8月4日   | 激写！スクープ戦争〜写真週刊誌・タブーに挑んだ人々〜    |
| 238 | 2023年9月1日   | “復活の日”の衝撃〜コロナ“予言の書”〜                    |
| 239 | 2023年9月8日   | 世紀の番狂わせ〜そして彼らはヒーローになった〜          |
| 240 | 2023年9月22日  | 吉野ヶ里が燃えた～邪馬台国をめぐる平成の大フィーバー～  |
| 241 | 2023年10月6日  | 小さな巨人 緒方貞子～命をつなぐ現場主義～               |
| 242 | 2023年10月13日 | 手塚治虫 ブラック・ジャックからの伝言                   |
| 243 | 2023年10月20日 | 金閣寺炎上〜若き僧はなぜ火をつけたのか〜                |
| 244 | 2023年10月27日 | 韓国イテウォン群衆事故〜あれから1年被害者たちの闘い〜   |
| 245 | 2023年11月17日 | ダイアナ妃“最後の恋”の駆け引き                          |
| 246 | 2023年12月8日  | ジョン・レノン そして“イマジン”は名曲になった           |
| 247 | 2024年1月12日  | オシムの涙 〜サッカーW杯 知られざる闘い〜               |
| 248 | 2024年1月19日  | デトロイト財政破綻～自動車の街の崩壊と再生～            |
| 249 | 2024年2月2日   | これでいいのだ!〜天才バカボン誕生〜                     |
| 250 | 2024年2月9日   | 韓国 ナッツリターン事件の衝撃                           |
| 251 | 2024年3月1日   | バンクシーとは何者か〜覆面アーティストの心のうち〜      |
| 252 | 2024年3月8日   | ボブ・ディラン〜ノーベル文学賞 原点のステージ〜         |
| 253 | 2024年3月15日  | ミュンヘン五輪テロ事件 “平和の祭典”は問い続ける         |
| 254 | 2024年3月22日  | 木枯し紋次郎VS必殺仕掛人 〜時代が求めたアウトローたち〜 |

| 回  | 初回放送日     | 副題                                                      |
| --- | -------------- | --------------------------------------------------------- |
| 255 | 2024年4月1日   | SHIBUYA文化革命 渋谷が若者の街になった                    |
| 256 | 2024年4月8日   | 連続企業爆破事件〜見えない敵との闘い〜                    |
| 257 | 2024年4月15日  | 侍ジャパン ライバルたちの光と影                           |
| 258 | 2024年4月22日  | 石油王VS勇敢な母親〜ゲッティ家誘拐事件〜                  |
| 259 | 2024年5月6日   | 引退 〜長嶋茂雄のラストシーズン〜                         |
| 260 | 2024年5月27日  | 越境する紅テント〜唐十郎の大冒険〜                        |
| 261 | 2024年6月3日   | アポロ13号の奇跡 緊迫の87時間                             |
| 262 | 2024年6月24日  | コザ騒動 〜燃えさかる炎の行方〜                           |
| 263 | 2024年7月1日   | 全米が騙(だま)された!世紀の贋(がん)作事件                 |
| 264 | 2024年7月8日   | 天下の無責任男!〜植木等とその時代〜                       |
| 265 | 2024年7月15日  | 地下鉄サリン事件 知られざる格闘の真実                     |
| 266 | 2024年7月22日  | We Are The World 奇跡の一夜 10時間の真実                  |
| 267 | 2024年8月12日  | ムーミンたちの戦争と平和                                  |
| 268 | 2024年8月19日  | 富士山 逆転の世界遺産登録                                 |
| 269 | 2024年9月2日   | 復活 〜サイモン&ガーファンクルとセントラルパーク〜        |
| 270 | 2024年9月16日  | イトマン事件 バブルに踊った男たち                         |
| 271 | 2024年9月30日  | バリケードの中のジャズ                                    |
| 272 | 2024年10月7日  | 金嬉老事件 “ライフル魔”と呼ばれた男                       |
| 273 | 2024年10月28日 | 台湾が揺れた24日間 〜ひまわり学生運動の真実〜             |
| 274 | 2024年11月11日 | 愛の不時着〜国境を越えた大ヒットの秘密〜                  |
| 275 | 2024年11月25日 | 雪の早明戦〜日本ラグビー史に残る伝説の死闘〜              |
| 276 | 2024年12月9日  | 女子プロレス熱狂の頂点 クラッシュギャルズを求めた少女たち |
| 277 | 2024年12月16日 | 『極道の妻たち』 強くカッコいい女の時代へ                 |
| 278 | 2024年12月23日 | 島が生んだ熱狂〜沖縄アクターズスクールの舞台裏〜          |
| 279 | 2025年1月13日  | ナップスター事件 無料音楽サービスの衝撃                   |
| 280 | 2025年2月3日   | ちあきなおみ 〜喝采と沈黙の間で〜                         |
| 281 | 2025年2月24日  | 2兆円を借りた“女相場師”                                   |
| 282 | 2025年3月10日  | 巨人V9の真実〜それは日本野球の革命だった〜                |
| 283 | 2025年3月17日  | 西城秀樹という“革命”〜アイドル文化を変えた情熱〜          |
| 284 | 2025年3月24日  | 「侍タイムスリッパー」超低予算時代劇はこうして誕生した    |
| 285 | 2025年4月2日   | やなせたかし アンパンがヒーローになった日                 |
| 286 | 2025年4月23日  | 国宝“飛鳥美人” それは世紀の発見か?パンドラの箱か?         |
| 287 | 2025年4月30日  | 山田太一傑作ドラマ『岸辺のアルバム』と多摩川水害          |
| 288 | 2025年5月7日   | 世界がまだ見ぬボールパークを!日本ハム本拠地移転           |
| 289 | 2025年5月28日  | ナホトカ号重油流出 日本海を救った人々の力                 |
| 290 | 2025年6月4日   | にんげんだもの 相田みつを 唯一無二の力                    |
| 291 | 2025年6月11日  | 月の石が盗まれた! 世にも奇妙なNASA窃盗事件                |
| 292 | 2025年6月25日  | モナ・リザ来日狂騒曲 世界の至宝はそれでもほほ笑み続けた   |
| 293 | 2025年7月2日   | 香港の“魔窟” 九龍城砦(じょうさい)が消えた日               |
| 294 | 2025年7月23日  | 日本初の強行突入!全日空857便ハイジャック事件              |
| 295 | 2025年7月30日  | 傷だらけの天使 〜なぜ伝説になったのか〜                   |

### ツーショット 最高のふたり
| 回 | 初回放送日   | 副題              |
| -- | ------------ | ----------------- |
| 1  | 2021年2月2日 | 山中伸弥X平尾誠二 |

### 英訳版
NHKワールドTVにおいて、2022年度から毎週土曜日（初回13:10-14:00　その他随時）放送の「Time and Tide」という教養番組を再構成した番組で、随時英訳版が放送されている。但し、MCパートに関しては放送シーズンに関係なく新たに松嶋が司会をしたものを撮り下ろして再構成している。
1. 2022年6月11日（2022年12月24日再放映） : The Crash of Japan Airlines Flight 123[注 52]
2. 2022年7月2日（2023年1月28日再放映）：Asama-Sanso Incident - Ten Days of Suspense[注 53]
3. 2022年11月12日：The Abduction of Yokota Megumi - A Family's Struggle[注 54]
4. 2023年1月28日：How Fist of the North Star Came to Be[注 55]
5. 2023年2月11日："SUKIYAKI" - Behind Japan's No. 1 US Hit[注 56]